# Helmut Siber
Helmut Siber (* 16. Mai 1942; † 5. August 2023) war ein österreichischer Fußballspieler.

## Laufbahn
Helmut Siber startete seine Karriere beim SV Hall, von dem er 1964 zum FC Wacker Innsbruck in die höchste österreichische Liga kam. In Innsbruck harmonierte er insbesondere im Sturm mit Franz Wolny und Helmut Redl. Zwei Vizemeistertitel gab es in dieser Zeit für Helmut Siber, der 1966/67 mit 15 Toren seine beste Saison hatte. In diesem Jahr feierte der Stürmer auch am 27. Mai 1967 gegen England sein Debüt in der österreichischen Nationalmannschaft, insgesamt zehn weitere Länderspiele, in denen er vier Treffer erzielte, bestritt Helmut Siber bis 1969, darunter auch Spiele in der EM-Quali und WM-Qualifikation. Am 10. Mai 1969 lief Siber in Nürnberg auch in Reihen des ÖFB im WM-Qualifikationsspiel gegen Deutschland (0:1) auf, als Torjäger Gerd Müller in der 88. Minute das 1:0 für die Mannschaft von Trainer Helmut Schön gelang. Bereits ein Jahr zuvor, 1968, hatte der Stürmer Innsbruck verlassen und lief eine Spielzeit lang in der deutschen Bundesliga bei den Kickers Offenbach auf, wo er unter Trainer Paul Osswald in 31 Ligaeinsätzen vier Tore erzielte. Neben Mitspielern wie Rudolf Wimmer, Ferdinand Heidkamp, Hermann Nuber, Josef Weilbächer, Egon Schmitt, Roland Weida und Gerd Becker konnte er den Abstieg des OFC nicht verhindern. 
Zur Saison 1969/70 kehrte er wieder nach Österreich zurück und spielte für WSG Swarovski Wattens. Wattens belegte in seiner ersten Runde den 7. Rang und Siber hatte an der Seite von Mitspielern wie Roland Hattenberger, Friedl Koncilia, Hans Küppers und Walter Skocik in 26 Ligaeinsätzen acht Tore erzielt. Im zweiten Jahr bei Wattens gingen seine Einsatzzahlen auf 16 zurück, in denen er zwei Tore beim Belegen des 8. Ranges erzielte. Hans Küppers zeichnete sich in dieser Runde mit 15 Toren aus.
Zwei Saisonen Wattens folgte 1971/72 ein Jahr beim Donawitzer SV Alpine, wo er an der Seite von Hans Pirkner und Peter Pumm in 27 weiteren Ligaeinsätzen lediglich noch einen Treffer erzielen konnte. 1972 erfolgte schließlich die Rückkehr nach Innsbruck. Hier konnte Helmut Siber zwar österreichischer Meister werden, nach Abgang von Trainer Egon Herlan hatte er aber keine Einsätze mehr zu verzeichnen. Helmut Siber beendete seine Profi-Karriere beim zweitklassigen FC Dornbirn 1913 in Vorarlberg, mit dem er 1974 als Regionalliga-Meister erst in der Relegation am Bundesliga-Aufstieg gescheitert war.
Helmut Siber starb am 5. August 2023 im Alter von 81 Jahren.

## Stationen
- SV Hall (bis 1964)
- FC Wacker Innsbruck (1964–1968)
- Kickers Offenbach (1968–1969)
- WSG Wattens (1969–1971)
- Donawitzer SV Alpine (1971–1972)
- SSW Innsbruck (1972–1973)
- FC Dornbirn 1913 (1973–1974)

## Erfolge
- 1 × Österreichischer Meister: 1973
- 2 × Österreichischer Vizemeister: 1967, 1968
- 11 Länderspiele und 4 Tore für die österreichische Fußballnationalmannschaft von 1967 bis 1969